# Laraesima ecuadorensis
Laraesima ecuadorensis là một loài bọ cánh cứng trong họ Cerambycidae.